# Aeroport de Sanà
L'Aeroport Internacional de Sanà o Aeroport El Rahaba (Sanaa International) (IATA: SAH, ICAO: OYSN) és un aeroport públic situat a Sanà, capital del Iemen.

## Terminal
| Aerolínia              | Destinacions |
| ---------------------- | --- |
| Air Arabia             | Xarjah |
| EgyptAir               | El Caire |
| Emirates               | Dubai |
| Ethiopian Airlines     | Addis Abeba |
| Felix Airways          | Aden, Al Ghaydah, al-Hudayda, Riyan Mukalla, Seiyun, Socotra, Taizz |
| Gulf Air               | Bahrain |
| Jazeera Airways        | Al-Kuwait |
| Lufthansa              | Addis Abeba, Frankfurt del Main |
| Qatar Airways          | Doha |
| Royal Jordanian        | Amman |
| Saudi Arabian Airlines | Jiddah |
| Turkish Airlines       | Istanbul-Atatürk |
| Yemenia                | Abu Dhabi, Addis Abeba, Aden, Amman, Asmara, Bahrain, Beirut, El Caire, Damasc, Dhaka, Djibouti, Doha, Dubai, Frankfurt del Main, al-Hudayda, Jakarta, Jiddah, Khartum, Kuala Lumpur, Al-Kuwait, Londres-Heathrow, Marsella, Moroni, Bombai, París-Charles de Gaulle, Al-Riyad, Riyan Mukalla, Roma-Fiumicino, Seiyun, Socotra, Ta'izz |

## Incidents i accidents
El 30 de juny de 2009, el vol 626 de Yemenia, un Airbus A310-300 amb número de vol IY626, sortí de l'Aeroport de Sanà amb destinació a l'Aeroport Internacional Príncep Said Ibrahim a Moroni (Comores). L'avió s'estavellà durant l'apropament a l'aeroport de destinació, amb 152 persones a bord. Una adolescent de catorze anys va ser l'única supervivent del sinistre.